# Carl Adolph Felix Aue
Carl Adolph Felix Aue (* 23. Februar 1803 in Dessau; † 3. Januar 1874 in Stuttgart) war ein deutscher Buchhändler und Politiker.

## Leben
Der Sohn des fürstlich-anhalt-dessauischen Schauspielers Adolph Felix Aue war bis 1872 als selbstständiger Buchhändler in Dessau tätig.
Vom 3. Juni 1848 bis 28. August 1848 war Aue als fraktionsloser Abgeordneter für den Wahlkreis Anhalt-Dessau in Dessau Mitglied der Frankfurter Nationalversammlung. Er wurde nach seinem Mandatsverzicht zunächst durch seinen Vertreter Carl Friedrich Grimmert und nach der Neuwahl durch Julius Carl Pannier ersetzt.